# Ligne de Toul à Thiaucourt
La ligne de Toul à Thiaucourt est une ancienne ligne à voie métrique du département de Meurthe-et-Moselle, permettant la desserte de Thiaucourt depuis Toul, en complément de l'antenne à voie normale issue d'Onville ouverte en 1879 et préalablement à l'ouverture du raccordement de Lérouville à Thiaucourt en 1931.

## Chronologie
- 2 juillet 1905 : déclaration d'utilité publique
- 7 avril 1910 : ouverture au service voyageurs
- 1er mai 1910 : ouverture au service marchandises
- 1914 - 1921 : service limité au tronçon Toul - Manonville par suite de la sape des viaducs du nord de la ligne par le Génie français au début de la guerre.
- 1er octobre 1932 : fermeture du tronçon Essey - Thiaucourt
- 1932 - 1939 : fermeture par tronçons entre Ménil-la-Tour et Essey[1]
- 14 juin 1940 : destruction des ponts sur le canal de la Marne au Rhin et la ligne Paris - Strasbourg près de Toul. Fermeture à tout trafic de la ligne.
- Mars 1942 : décret de fermeture de la ligne.

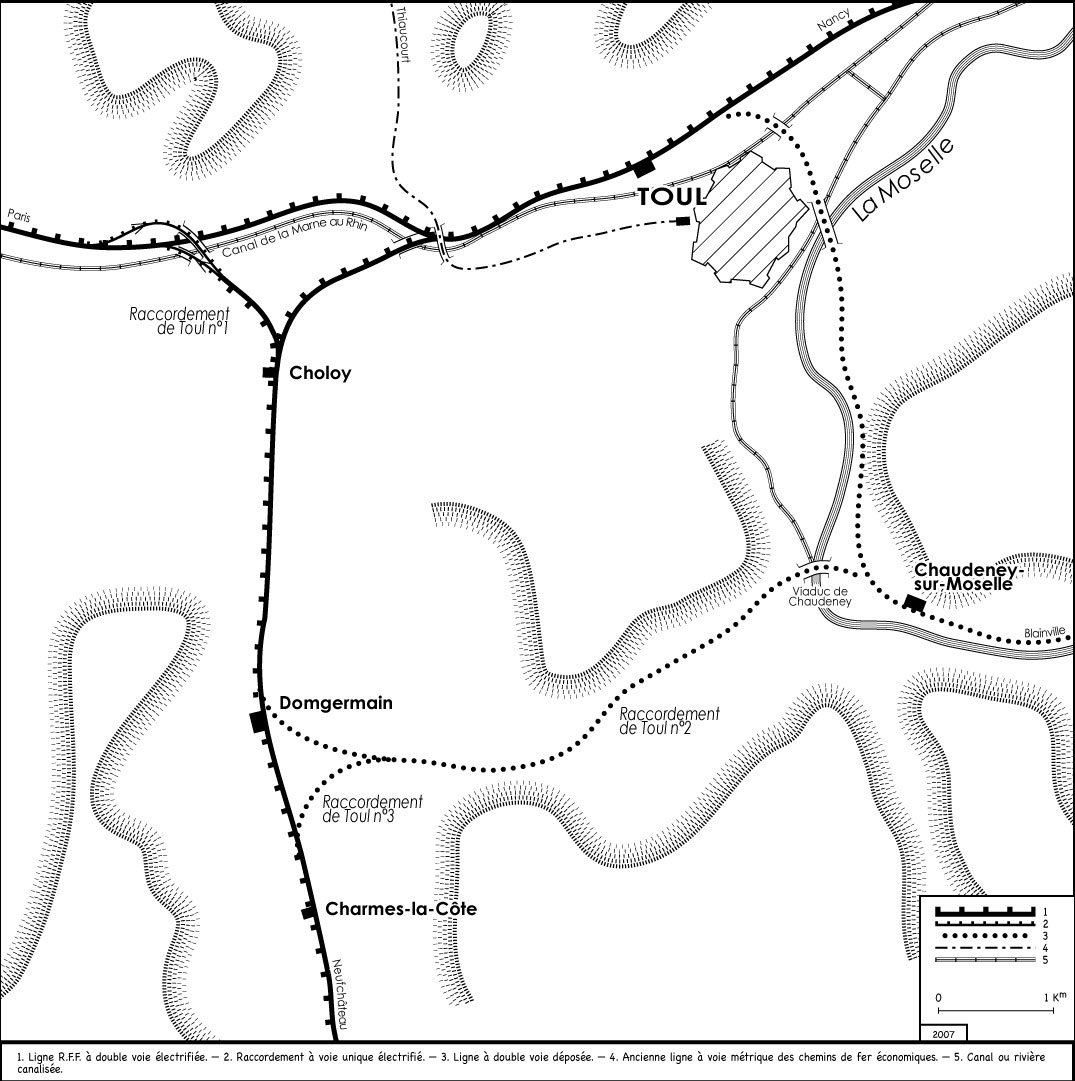
Schéma du complexe ferroviaire de Toul.

## Histoire
La liaison  du bourg de Thiaucourt vers le chef-lieu de l'arrondissement dont il fait partie, Toul, a longuement été envisagé, mais la défaite française lors de la guerre franco-prussienne de 1870, et l'annexion du territoire de la Moselle qui en a découlé, rendirent ce raccordement inopportun sur le plan stratégique inopportun aux yeux du génie français.
Il fallut attendre 1905 pour qu'après bien des batailles médiatiques, portées essentiellement par le docteur Chapuis, député de Toul et des concessions faites à l'Armée (utilisation de la voie métrique, construction d'une longue section dans l'axe de feu du fort de Lucey, etc.) avant que la ligne ne soit déclarée d'utilité publique par décret.
La ligne ne fut pas concédée, mais construite par le département de Meurthe-et-Moselle qui, par une convention signée début 1904, en confierait l'exploitation à la société générale des chemins de fer économiques (SE). Rendue complexe par les exigences militaires, la géologie et la topographie du terrain, la ligne ne fut terminée qu'en 1910.
Dans les premières années, des installations complémentaires au fonctionnement de cette ligne furent construites; ainsi  une gare d'eau et une gare de transbordement avec les voies de la compagnie de l'Est à Toul et Écrouves. Le développement de la place-forte de Toul, avec en particulier la construction de nombreuses casernes, entraine un trafic important de pierres de taille en provenance des carrières de Ménil-la-Tour.

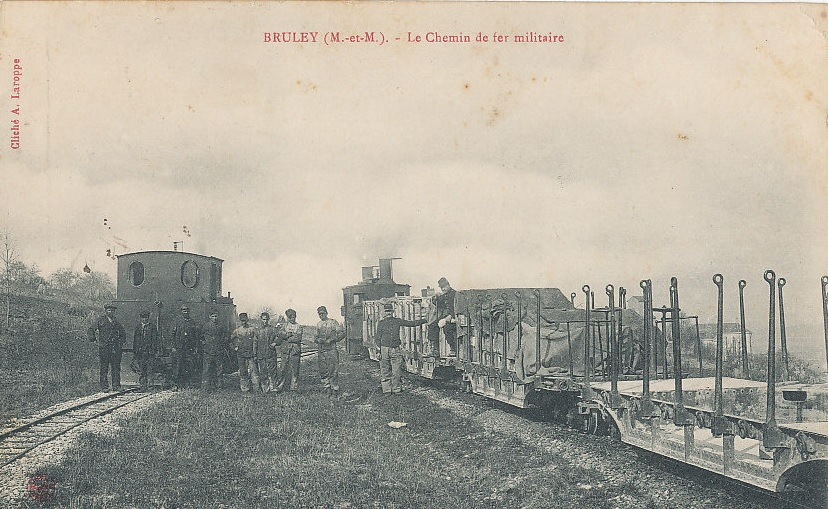
Bruley (M.-et-M.) Chemin de Fer Militaire

Mais ces résultats encourageants furent vite déçus par le déclenchement de la Première Guerre mondiale, et la destruction par l'Armée française des trois viaducs de la ligne. La portion restant exploitable, entre Toul et Manonville, participe activement à l'effort de guerre, au moyen de matériels récupérés sur d'autres réseaux à voie métrique exploités par la SE : réseau breton, réseau de l'Allier, ligne d'Orange à Buis-les-Baronnies, mais aussi en provenance de la ligne de Lunéville à Blâmont et à Badonviller. 
La ligne à voie métrique fut épaulée en 1917 par deux embranchements à voie normale en provenance de la ligne de Paris à Strasbourg et atteignant Andilly, Ménil-la-Tour et Manoncourt, où fut construit un faisceau de 6 voies.
La partie nord de la ligne ayant été complètement détruite par les sapeurs du génie français au déclenchement des hostilités et par les combats déroulés dans le secteur ultérieurement, il fallut la reconstruire à neuf. Un tracé plus économique, contournant les obstacles que les viaducs franchissaient, fut choisi, et les travaux achevés en 1921.
Cependant, comme sur la quasi-totalité des lignes d'intérêt local en France, la ligne de Toul à Thiaucourt ne parvint pas à retrouver la situation florissante d'avant-guerre. L'essai, en 1928-1930, de dessertes par autorails De Dion à essence n'y fit rien, et l'arrêt du service fut progressivement déclaré, par tronçons, du nord au sud. 
Le premier tronçon fermé fut celui d'Essey à Thiaucourt, lors de l'ouverture de la ligne de Lérouville à Metz en 1932, dont la ligne à voie métrique était parallèle. 
Suivirent les sections de Manonville à Essey et de Ménil-la-Tour à Manonville. Enfin, en 1940, la destruction des ouvrages de franchissement du canal de la Marne au Rhin et de la ligne Paris-Strasbourg près de Toul condamnèrent définitivement la ligne, qui fut officiellement fermée par décret en 1942, son emprise rendue au département de Meurthe-et-Moselle, les rails récupérés par l'Occupant.

## Exploitation
Le service compte quatre trains dans chaque sens avant-guerre, conformément aux dispositions contractuelles, qui prévoyait ce quatrième aller-retour si la recette atteignait un certain seuil.

## Matériel roulant
Le matériel se composait de:

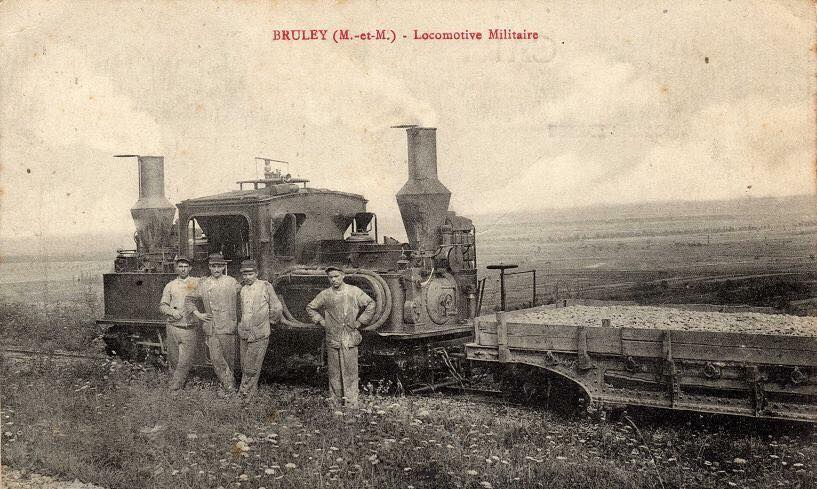
Bruley (M.-et-M.) Péchot-Bourdon Locomotive Militaire

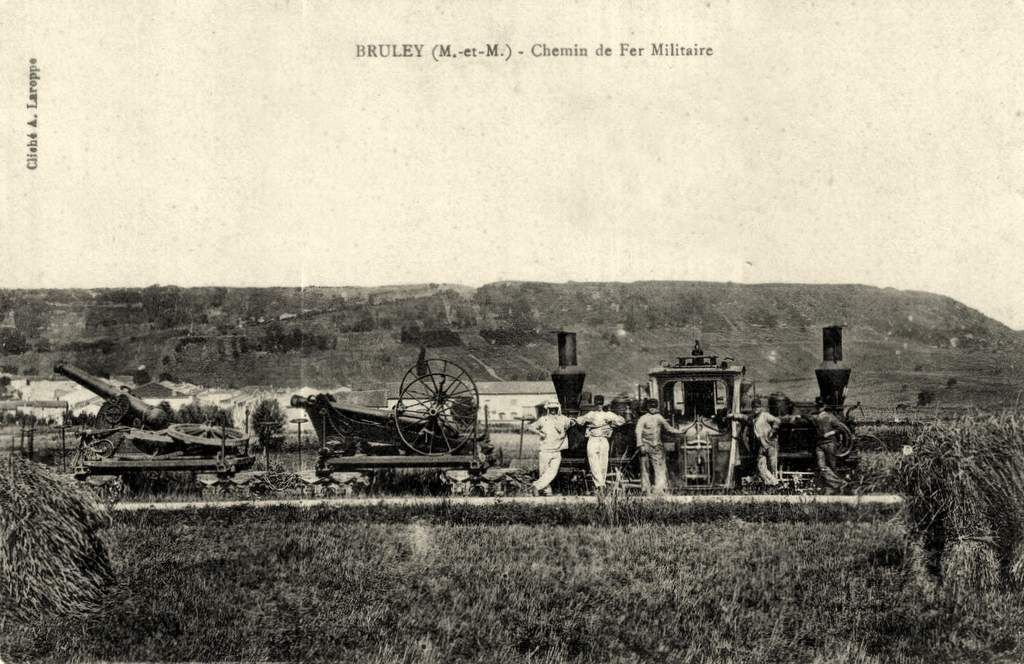
Bruley (Meurthe-et-Moselle) - Chemin de fer Militaire

- 5 locomotives de type 130T , de 24,5 t livrées par Corpet-Louvet [3],
- 5 voitures mixtes, 1re 2e classe,
- 6 voitures de 2e classe,
- 4 fourgons à bagages,
- 12 wagons couverts,
- 22 tombereaux,
- 8 plats, puis 24 supplémentaires,
- 8 plats à traverse mobile, puis 12 supplémentaires,
- 1 wagon-grue.

L'essentiel du matériel provient des usines De Dietrich de Lunéville.
Entre 1928 et 1930 est tentée, sans succès probant, un redressement des comptes d'exploitation par l'utilisation d'autorails sur la ligne. Le matériel utilisé est de type JM2 et JM3 De Dion.